# Copris laius
Copris laius är en skalbaggsart som beskrevs av Edgar von Harold 1868. Copris laius ingår i släktet Copris och familjen bladhorningar. Utöver nominatformen finns också underarten C. l. angusticornis.